# Holacourt

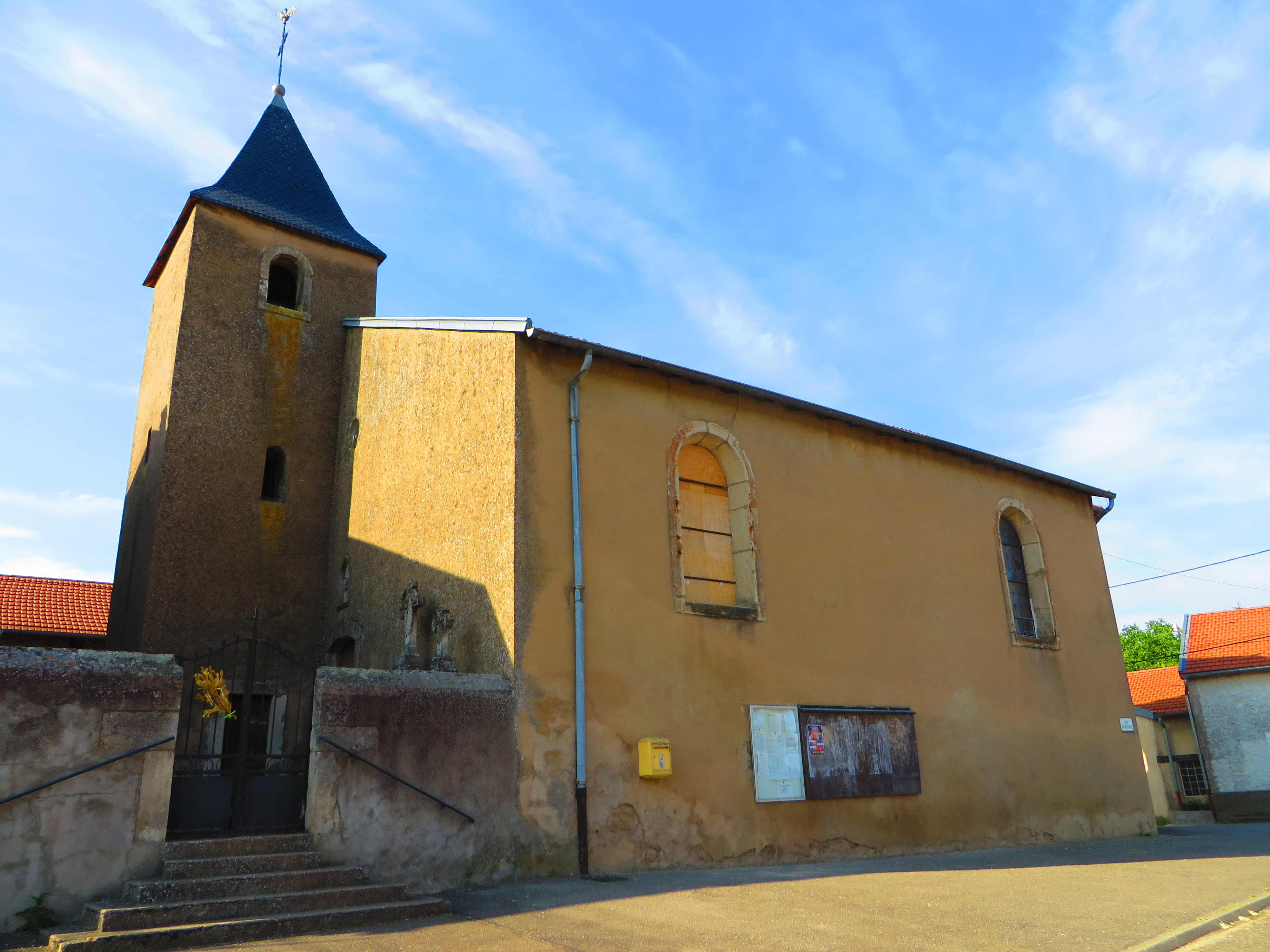
Geburtskirche

Holacourt ist eine französische Gemeinde mit 91 Einwohnern (Stand 1. Januar 2022) im Département Moselle in der Region Grand Est (bis 2015 Lothringen).

## Geographie
Der Ort liegt in Lothringen an der Rotte, etwa 32 Kilometer südöstlich von Metz, dreißig  Kilometer südlich von Boulay-Moselle (Bolchen) und zehn Kilometer südwestlich von Faulquemont (Falkenberg).

## Geschichte
Im Jahr 1346 wurde das Dorf unter dem Namen Olechingen erwähnt; es gehörte früher zum Bistum Metz, einem Fürstbistum des Heiligen Römischen Reichs. 1552 wurden die Ortschaft und das Bistum von Frankreich besetzt und annektiert, das sich den Besitz 1648 im Westfälischen Frieden bestätigen lassen konnte.
Durch den Frankfurter Frieden vom 10. Mai 1871 kam das Gebiet an das deutsche Reichsland Elsaß-Lothringen, und das Dorf wurde dem Kreis Bolchen im Bezirk Lothringen zugeordnet. Französisch blieb aber Amts- und Umgangssprache. Die Dorfbewohner betrieben Getreidebau und Viehzucht.
Nach dem Ersten Weltkrieg musste die Region aufgrund der Bestimmungen des Versailler Vertrags 1919 an Frankreich abgetreten werden. Im Zweiten Weltkrieg war die Region von der deutschen Wehrmacht besetzt und stand unter deutscher Verwaltung.
Das Dorf trug 1915–1919 und 1940–1944 den deutschen Namen Ollhofen.
Vom 1. Dezember 1973 bis zum 3. August 1985 war Holacourt in den Nachbarort Brulange eingemeindet.

### Bevölkerungsentwicklung
| Jahr      | 1962 | 1968 | 1975 | 1982 | 1990 | 1999 | 2007 | 2019 |
| Einwohner | 67   | 63   | 69   | 61   | 60   | 42   | 60   | 89   |